# إدوارد هاتش
إدوارد هاتش (بالإنجليزية: Edward Hatch)‏ هو ضابط أمريكي، ولد في 22 ديسمبر 1832 في بانجور في الولايات المتحدة، وتوفي في 11 أبريل 1889 في Fort Robinson ‏ في الولايات المتحدة.